# Монастырь (Гибралтар)
Монастырь (англ. The Convent) — официальная резиденция губернатора Гибралтара с 1728 года. Изначально здание было монастырём и принадлежало францисканцам. Оно было построено в 1531 году.
Обеденный зал Монастыря имеет самую обширную геральдическую коллекцию в Содружестве Наций.

## Описание
Монастырь расположен на южном окончании Мейн-стрит. У главного входа имеется пост караула, где несут службу солдаты Королевского Гибралтарского полка. Несколько раз в год перед Монастырём проводится церемония смены караула.
К резиденции примыкает гарнизонная церковь — Королевская часовня, являющая частью прежнего монастырского комплекса. Во время правления королевы Виктории часовня была переименована в Часовню королевы (англ. Queen's Chapel), но при Елизавете II вернула прежнее название.

## История

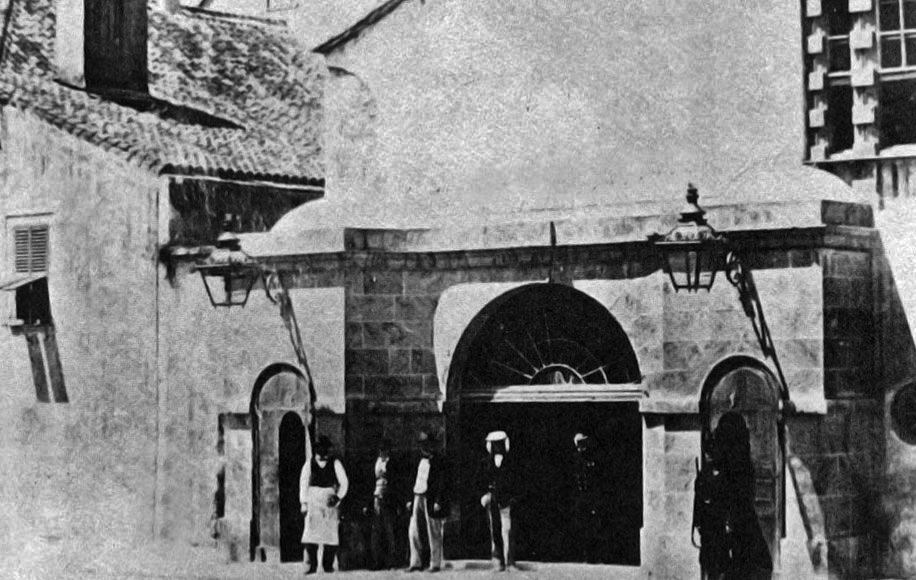
Фасад Монастыря (середина XIXвека)

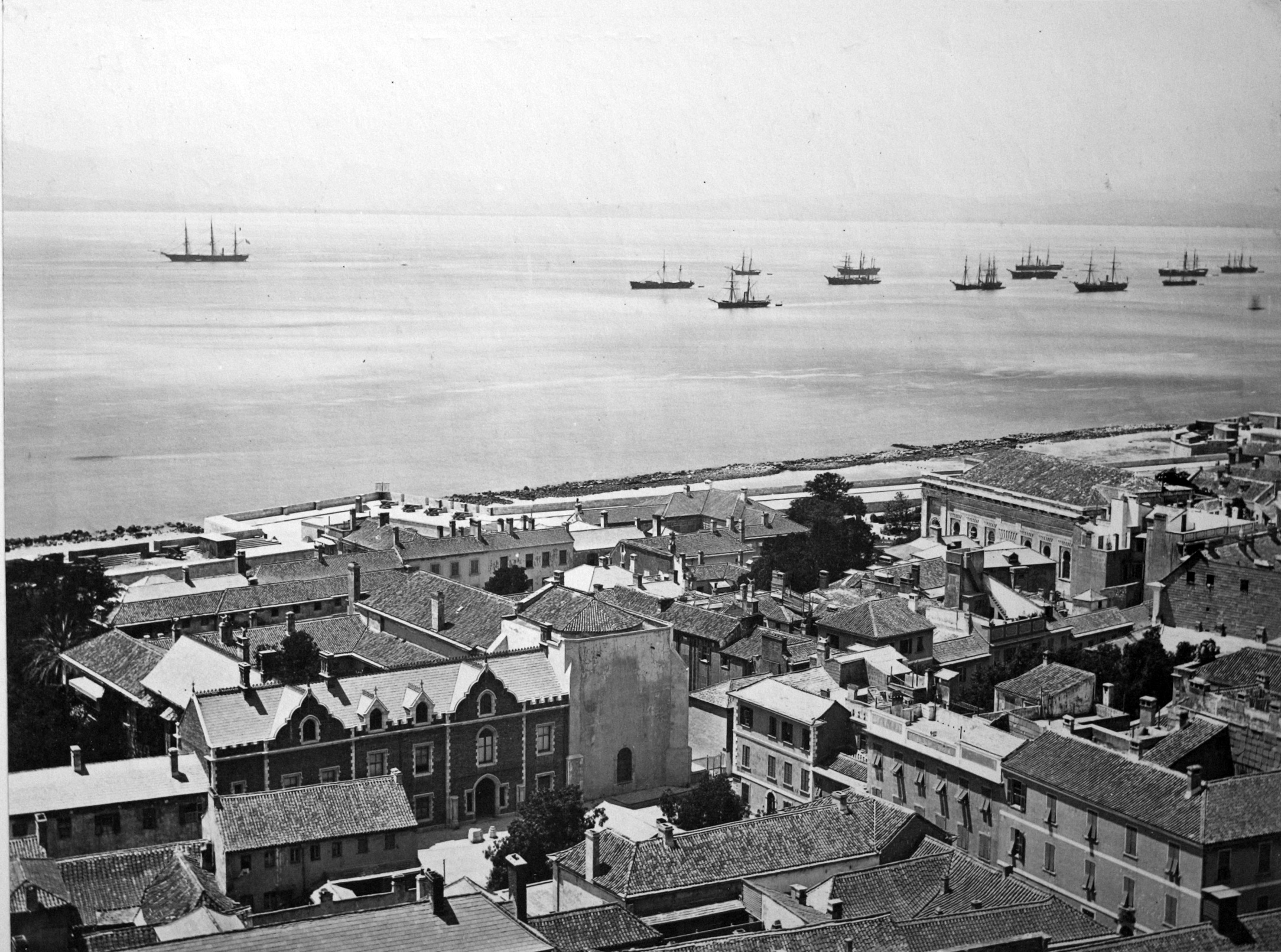
Вид на Монастырь из Верхнего города (1879)

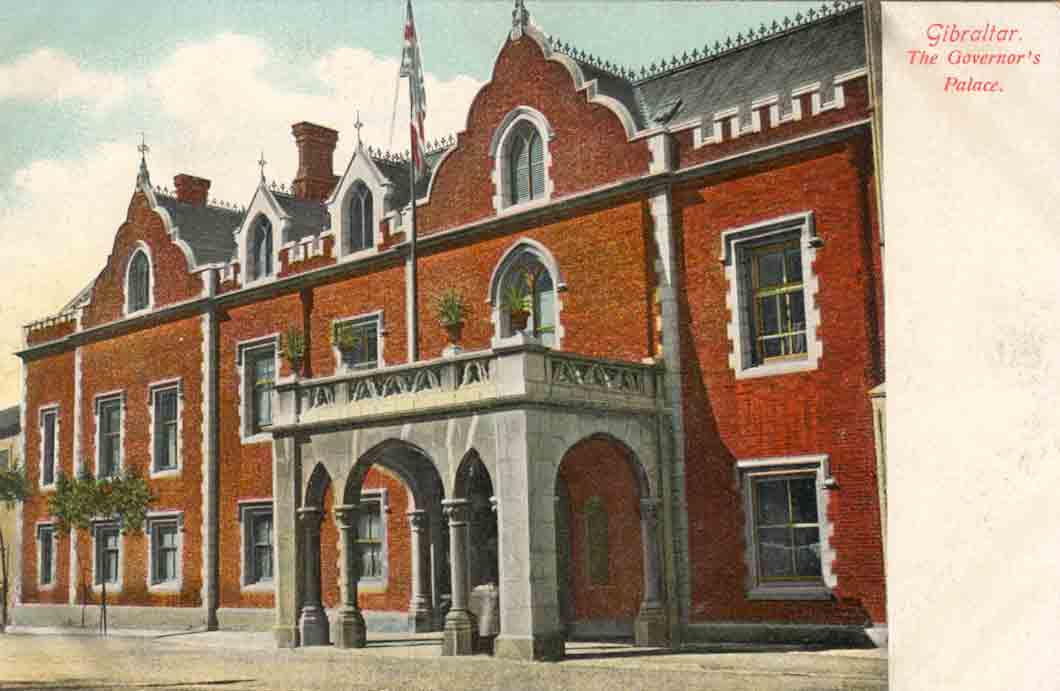
Монастырь на открытке 1909 года

Францисканские монахи появились в Гибралтаре во время правления Карлоса I. Им был выделен участок земли в районе, известном как La Turba (дословно — «торфяник»), где находились дома беднейших жителей города. В 1531 году были построены монастырь с церковью. Вход в него располагался сзади, со стороны нынешней Говернерс-Лейн. Монастырь также занимал территорию, на которой сейчас находится Джон Маккинтош Холл.
После захвата Гибралтара англо-голландским десантом в пользу эрцгерцога Австрии Карла в 1704 году францисканцы не покинули город вместе с испанским населением. Они находились в Гибралтаре как минимум до 1712 года. Но в 1728 году францисканский монастырь был превращён в резиденцию британского губернатора и остаётся ей и поныне.
В XVIII и XIX веках здание основательно перестраивалось в георгианском и викторианском стиле. В 1903 году Гибралтар впервые посетил британский монарх. Эдуард VII. Король получил жалобу, что, будучи главой Церкви Англии, он будет посещать католический институт — Монастырь, и в ответ потребовал называть резиденцию «Домом губернатора».

## Легенда о призраке

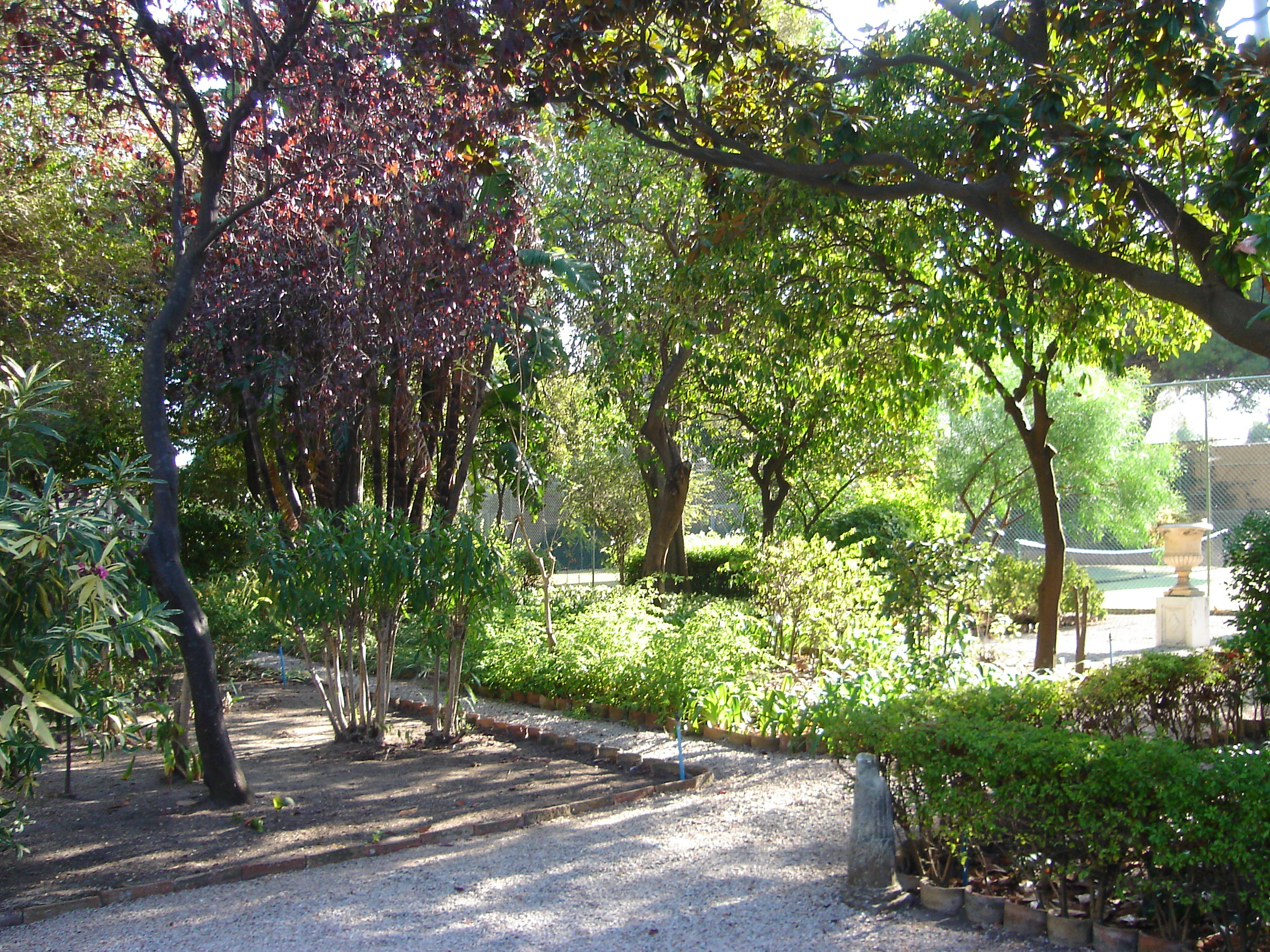
Некоторые деревья в саду Монастыря посадили король Великобритании Эдуард VII, император Германии Вильгельм II, император Японии Хирохито и королева Великобритании Елизавета II

Считается, что в монастыре живёт призрак монашки, которого называют «Леди в сером». Он появляется из одной из гостевых комнат и движется по коридору. Утверждается, что монашка была замурована живой в одной из стен комнаты.
Существует несколько версий истории о Леди в сером. По наиболее популярной, она была дочерью богатого испанского дона, вышедшей замуж вопреки желанию отца. Узнав об этом, отец отправил дочь в Монастырь Святой Клары, расположенный на Мейн-стрит, где её принудели дать обет и стать монашкой. Однако её возлюбленный вступил в Орден францисканцев и оказался в соседнем мужском монастыре. Они встречались в исповедальне Королевской часовни и строили планы побега.
В ночь побега возлюбленным удалось добраться до бухты, где их ждала лодка. Но пропажа была обнаружена, и началась погоня. В результате парень упал в воду и утонул, а девушку схватили и живьём замуровали в одной из стен Монастыря.